# Rosemary Prinz
Pour les articles homonymes, voir Prinz.
Rosemary Prinz est une actrice américaine née le 4 janvier 1931 à New York (État de New York, États-Unis).

## Filmographie
- 1954 : First Love (série TV) : Amy
- 1956 : As the World Turns (série TV) : Penny Hughes Baker Baker Wade McGuire #1 (1956-1968, 1986-1987, 1998, 2000) (original cast)
- 1970 : La Force du destin ("All My Children") (série TV) : Amy Parker Tyler (1970) (original cast)
- 1974 : How to Survive a Marriage (série TV) : Dr. Julie Franklin (1974) (original cast)
- 2001 : The Bread, My Sweet : Bella
- 2004 : Extreme Mom : Grandma